# Crash (album của Charli XCX)
Crash là album phòng thu thứ năm của nữ ca sĩ người Anh Charli XCX, phát hành vào ngày 18 tháng 3 năm 2022. Đây là album cuối cùng của cô được phát hành dưới hợp đồng với hãng đĩa Asylum Records. Charli công bố tên album, ngày phát hành và bìa album vào ngày 4 tháng 11 năm 2021. Website của cô cũng được cập nhật với thông tin về tour diễn album vào năm 2022. Album gồm bốn đĩa đơn: "Good Ones", "New Shapes" hợp tác với Christine and the Queens và Caroline Polachek, "Beg for You" với Rina Sawayama, "Baby" cùng hai đĩa đơn quảng bá "Every Rule" và "Used to Know Me".
Crash nhận được những đánh giá tích cực từ các nhà phê bình âm nhạc và trở thành album thành công nhất về mặt thương mại của Charli cho đến khi cô phát hành album tiếp theo, Brat. Album đứng đầu các bảng xếp hạng tại Australia, Ireland và Vương quốc Anh. Nó cũng trở thành album đầu tiên của cô lọt vào top 10 ở New Zealand và Hoa Kỳ.

## Danh sách các bài hát
| Crash – standard edition track listing | Crash – standard edition track listing                                  | Crash – standard edition track listing                                                                                          | Crash – standard edition track listing | Crash – standard edition track listing |
| STT                                    | Nhan đề                                                                 | Sáng tác | Sản xuất                               | Thời lượng                             |
| -------------------------------------- | ----------------------------------------------------------------------- | --- | -------------------------------------- | -------------------------------------- |
| 1.                                     | "Crash"                                                                 | Charlotte Aitchison George Daniel Alexander Guy Cook Waylon Rector                                                              | Daniel A. G. Cook                      | 2:09                                   |
| 2.                                     | "New Shapes" (featuring Christine and the Queens and Caroline Polachek) | Aitchison Linus Wiklund Noonie Bao Deaton Chris Anthony Héloïse Letissier Polachek                                              | Lotus IV Anthony                       | 3:20                                   |
| 3.                                     | "Good Ones"                                                             | Aitchison Mattias Larsson Robin Fredriksson Oscar Holter Bao Caroline Ailin                                                     | Holter                                 | 2:16                                   |
| 4.                                     | "Constant Repeat"                                                       | Aitchison Bao Wiklund | Lotus IV                               | 3:09                                   |
| 5.                                     | "Beg for You" (featuring Rina Sawayama)                                 | Aitchison Sawayama Rollo Nicholas Gale Sorana Alexander Soifer Jonas von der Berg [A] Niklas von der Berg [A] Anoo Bhagavan [A] | Digital Farm Animals                   | 2:48                                   |
| 6.                                     | "Move Me"                                                               | Aitchison Amy Allen Jason Evigan Ian Kirkpatrick                                                                                | Kirkpatrick Evigan [a]                 | 2:27                                   |
| 7.                                     | "Baby"                                                                  | Aitchison Jeremiah Raisen Justin Raisen                                                                                         | Justin Raisen Sadpony                  | 2:39                                   |
| 8.                                     | "Lightning"                                                             | Aitchison Rami Yacoub Ilya Salmanzadeh Madison Love                                                                             | Ariel Rechtshaid                       | 3:57                                   |
| 9.                                     | "Every Rule"                                                            | Aitchison Cook | Cook Daniel Lopatin Matt Cohn [a]      | 3:03                                   |
| 10.                                    | "Yuck"                                                                  | Aitchison Michael Joseph Wise Elizabeth Lowell Boland Megan Buelow Nathan Ferraro                                               | Wise                                   | 2:18                                   |
| 11.                                    | "Used to Know Me"                                                       | Aitchison Bao Dylan Brady Wiklund Fred McFarlane [B] Allen George [B]                                                           | Dopamine (Darryl Reid & Jon Shave)     | 2:25                                   |
| 12.                                    | "Twice"                                                                 | Aitchison Bao Wiklund | Lotus IV                               | 3:14                                   |
| Tổng thời lượng:                       | Tổng thời lượng:                                                        | Tổng thời lượng: | Tổng thời lượng:                       | 33:46                                  |

| Crash – deluxe edition bonus tracks | Crash – deluxe edition bonus tracks        | Crash – deluxe edition bonus tracks                          | Crash – deluxe edition bonus tracks | Crash – deluxe edition bonus tracks |
| STT                                 | Nhan đề                                    | Sáng tác                                                     | Sản xuất                            | Thời lượng                          |
| ----------------------------------- | ------------------------------------------ | ------------------------------------------------------------ | ----------------------------------- | ----------------------------------- |
| 13.                                 | "Selfish Girl"                             | Aitchison Anthony Wiklund Bao                                | Lotus IV Daniel Anthony [a]         | 3:14                                |
| 14.                                 | "How Can I Not Know What I Need Right Now" | Aitchison Daniel James Samuel Harris III [C] Terry Lewis [C] | Daniel                              | 2:37                                |
| 15.                                 | "Sorry If I Hurt You"                      | Andrew Wyatt Aitchison Anthony Wiklund Bao                   | Lotus IV Anthony [a]                | 2:41                                |
| 16.                                 | "What You Think About Me"                  | Cook Aitchison Rector                                        | Cook                                | 3:04                                |
| Tổng thời lượng:                    | Tổng thời lượng:                           | Tổng thời lượng:                                             | Tổng thời lượng:                    | 45:28                               |

Notes
- ^[a]  nghĩa là nhà sản xuất bổ sung
- ^[A] "Beg for You" chứa sample của "Don't Cry" bởi Milk Inc. và "Cry for You" bởi September.[2]
- ^[B] "Used to Know Me" chứa sample của "Show Me Love" bởi Robin S.
- ^[C] "How Can I Not Know What I Need Right Now" chứa sample của "Saturday Love" bởi Cherrelle và Alexander O'Neal.

1. ↑  “Watch Charli XCX outfit hop in colourful new video for "Used to Know Me"”. NME. 15 tháng 4 năm 2022. Truy cập 30 Tháng sáu năm 2022.
2. ↑  Curto, Justin (28 tháng 1 năm 2022). “Charli XCX and Rina Sawayama Answer Our Begging, Drop 'Beg for You'”. Vulture. Truy cập 28 Tháng Một năm 2022.